# Quartet Tarragó
Das Quartet Tarragó war ein aus vier klassischen Gitarren bestehendes katalanisches Kammermusikensemble, das 1971 von Gracià Tarragó in Barcelona gegründet wurde.
Mitglieder des Quartetts waren die Gitarristin Laura Almerich und die Gitarristen Manuel Calve (* 1947), Jordi Codina und Jaume Torrent. Letzterer ersetzte 1976 Josep Henríquez (* 1951).
Das Quartett gab über nahezu 18 Jahre hinweg Konzerte in den bedeutenden europäischen und nordamerikanischen Konzertsälen. Durch die große Professionalität dieses Quartetts wurden katalanische und ausländische Komponisten angeregt, eigens Werke für dieses Ensemble zu komponieren. Das Quartet Tarragó eröffnete nach Einladung durch den Europarat das Europäische Musikjahr 1985 mit einem Konzert. 1988 löste sich das Quartett auf.